# Теофил Антиохијски
Свети Теофил Антиохијски је хришћански светитељ и апологета, епископ Антиохије у II веку. 
Рођен је у Сирији. Имао је добро опште образовање. Још у младости је упознао Свето Писмо, примио хришћанство и постао хришћански апологета. Према „Црквеној историји“ Јевсевија Кесаријског био је шести по реду епископ Антиохијски од апостола. Око 169. године наследио је на том месту Ероса Антиохијског. Теофил је стекао славу у борби против разних јереси (гностицизма, Маркионове јереси и др.)
Био је познат као плодан аутор апологетских текстова, од којих је у потпуности очуван само „О вери“ у коме свом паганском пријатељу Автолику говори о узвишености хришћанске вере. Познат је као први хришћански аутор који спомиње појам Светог Тројства.
Управљао црквом Антиохијском 13 година, и умро 181. године.
Православна црква прославља светог Теофила 6. децембра по јулијанском календару.